# Tiro com arco nos Jogos Parapan-Americanos de 2011
As disputas de tiro com arco nos Jogos Parapan-Americanos de 2011 aconteceram entre os dias 15 e 17 de Novembro de 2011 no Estádio Pan-Americano de Tiro com Arco, em Guadalajara, México, como parte integrante do calendário de disputa dos jogos.
Um total de 23 atletas disputaram as 3 medalhas de ouro, representando 6 países: Brasil, Canadá, Estados Unidos, México, Porto Rico e Venezuela:

## Medalhas

### Quadro de medalhas
| Ordem | País               | Medalha de ouro | Medalha de prata | Medalha de bronze | Total |
| ----- | ------------------ | --------------- | ---------------- | ----------------- | ----- |
| 1     | USA Estados Unidos | 1               | 2                | 3                 | 6     |
| 2     | CAN Canadá         | 1               | 1                | 0                 | 2     |
| 3     | MEX México         | 1               | 0                | 0                 | 1     |
| Total | Total              | 3               | 3                | 3                 | 9     |

### Medalhas por competidor
| Evento                     | Ouro                                | Prata                                 | Bronze                                 |
| -------------------------- | ----------------------------------- | ------------------------------------- | -------------------------------------- |
| Masculino recurvo Detalhe  | José Antonio Baez MEX México        | Michael Oris Lukow USA Estados Unidos | Russell Alan Wolfe USA Estados Unidos  |
| Masculino composto Detalhe | Kevin Evans CAN Canadá              | Robert Hudson CAN Canadá              | Lewis Dugan Denton USA Estados Unidos  |
| Feminino recurvo Detalhe   | Eileen Mary Ford USA Estados Unidos | Natalie Lynn Wells USA Estados Unidos | D'arce Raelene Hess USA Estados Unidos |